# Cristina Peri Rossi
Pour les articles homonymes, voir Peri et Rossi.
Cristina Peri Rossi, née à Montevideo le 12 novembre 1941, est une poétesse, traductrice, nouvelliste et romancière uruguayenne.

## Biographie
Cristina Peri Rossi est considérée comme l'une des autrices les plus importantes de langue espagnole. Son œuvre a été couronnée par le Prix Cervantes 2021.
Après une licence de littérature comparée, elle commence à écrire en 1963. Elle publie d'abord des nouvelles (Los Museos abandonados, 1968 ; Indicios pánicos, 1970). Son premier recueil de poèmes, Evohé (1971), fait scandale par son caractère érotique et son expression sans fard du lesbianisme.
Dans un contexte politique dominé par le gouvernement autoritaire de Bordaberry, elle est obligée de s'exiler en 1972. Après s’être réfugiée à Paris, où elle se lie d'amitié avec Julio Cortázar, puis à Berlin, elle s’installe à Barcelone en 1974. C'est la poétesse espagnole Ana María Moix qui l’accueille. En 1975, elle obtient la nationalité espagnole, tout en conservant sa nationalité uruguayenne.
Ses nombreux recueils de poèmes placent Cristina Peri Rossi parmi les poètes contemporains les plus lus dans le monde. Ses poèmes sont traduits dans plus d'une trentaine de langues. Bien que lyrique, son écriture est façonnée par l'humour noir et l'ironie.
Cristina Peri Rossi excelle aussi dans l’art de la nouvelle. Parmi ses recueils, on compte La tarde del dinosaurio, 1976 ; La rebelión de los niños, 1980 (traduits et rassemblés sous le titre Le Soir du dinosaure en 1985) ; Una pasión prohibida, 1986 ; Desastres íntimos, 1997... Une écriture à la fois poétique et sèche, alliée à une science impitoyable de la chute, font de Cristina Peri Rossi une nouvelliste hors pair.
Elle a également publié plusieurs romans, dont seul Solitario de amor (1988) a été traduit en français, sous le titre L’Amour sans elle (1997).
Dans ses écrits, Cristina Peri Rossi fait souvent allusion à la répression dans les pays d'Amérique latine, et plus particulièrement à la dictature uruguayenne qui a conduit à l'emprisonnement de Nelson Marra ou de Hiber Conteris.
Activiste, Cristina Peri Rossi a été désignée en 2008 par la Commission des Droits de l’Homme de l’ONU comme l’autrice incarnant le mieux la lutte pour la paix et pour la justice dans le monde hispanophone.

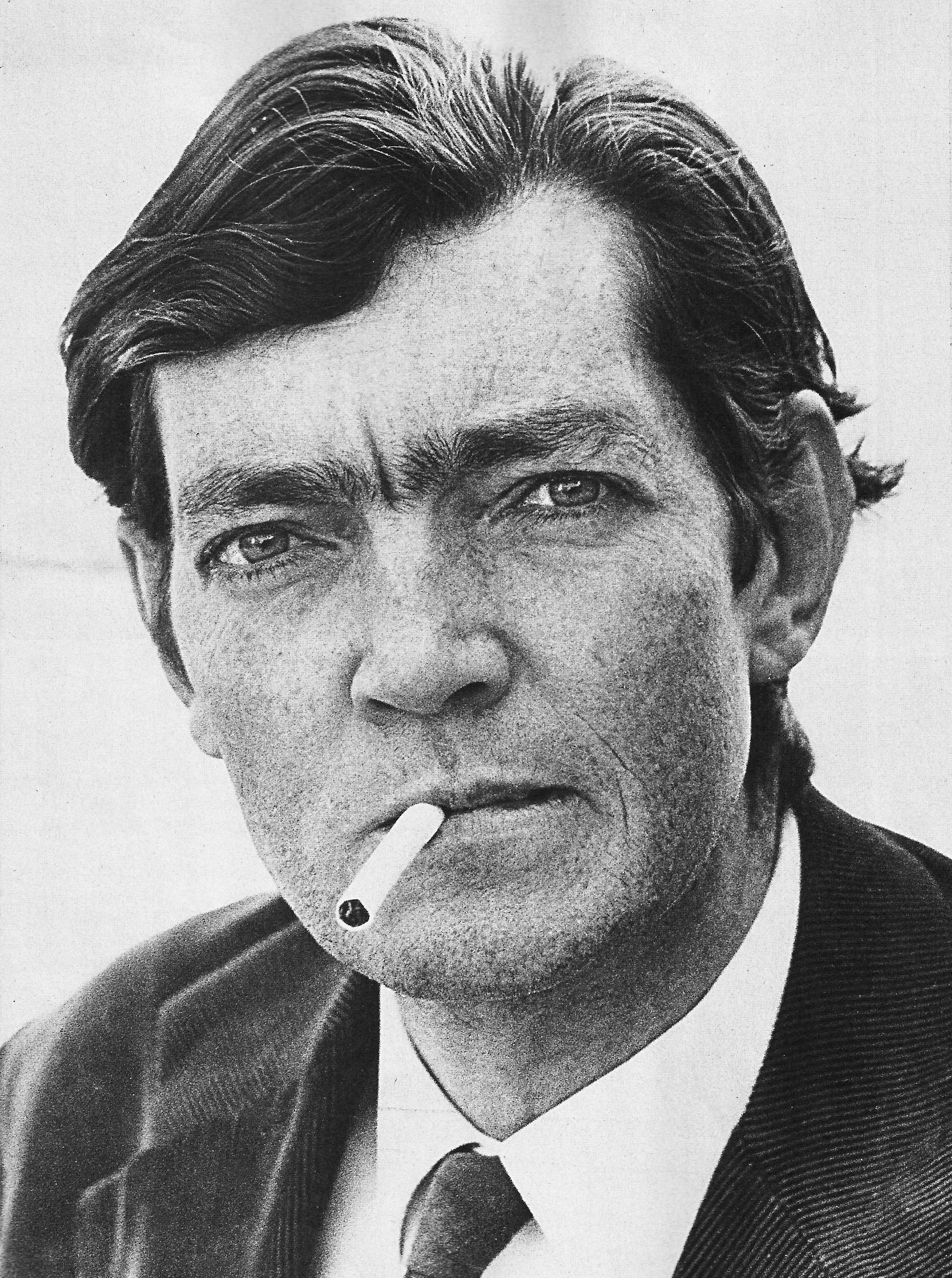
Julio Cortázar, dont l'amitié a été à la fois une grande source d'inspiration et un frein à sa carrière littéraire en France.

## Cristina Peri Rossi dans le paysage éditorial français
Il a fallu attendre 2023 pour que la poésie de Cristina Peri Rossi soit traduite en français.
C'est Maurice Olender qui a accueilli la poésie de Cristina Peri Rossi dans la collection La Librairie du XXIe siècle publiée au Seuil en partenariat avec La Maison de l'Amérique latine. Babel barbare et autres poèmes réunit ainsi quatre livres emblématiques de Cristina Peri Rossi dans une traduction de Stéphane Chaumet et Katia-Sofia Hakim : Babel barbare (1991), où le mythe de la tour de Babel s’articule à la question du désir, de l’identité, des sexes ; État d'exil (2003), un témoignage poignant qui chante le rêve du retour, l’étrangeté du monde, et l’altération progressive du moi ; Stratégies du désir (2004), où la poète explore les méandres de son désir, dans un langage qui oscille entre lyrisme et ironie, entre hermétisme et crudité ; et enfin, Playstation (2009), qui nous plonge dans la solitude urbaine, faisant surgir la poésie du quotidien le plus trivial.
Avant cette date, seuls trois de ses livres avaient été traduits en français: un essai (Quand fumer était un plaisir, traduit par Laurent Tranier, Editions Toute Latitude), un roman (L'amour sans elle, traduit par Denis Tagu et Jean-Pierre Henry, Phébus), et un recueil de nouvelles (Le soir du dinosaure, traduit par Françoise Campo-Timal, Laure Guille-Bataillon et Vincent Batailllon). Trois principales raisons peuvent expliquer cette quasi-absence de Cristina Peri Rossi dans le paysage éditorial français jusqu'en 2023. Tout d’abord, le boom latino-américain est traditionnellement associé à des figures masculines. Ensuite, le caractère souvent homoérotique de la poésie de Cristina Peri Rossi a été un frein à sa publication. Enfin, c’est sa relation avec Julio Cortázar qui a le plus entravé la diffusion de son œuvre en France. En effet, Ugné Karvélis (à ne pas confondre avec la lituanienne Ugnė Karvelis), la compagne de Julio Cortázar, voyait d’un très mauvais œil le lien si particulier qui unissait Julio Cortázar et Cristina Peri Rossi. Ugné Karvélis dirigeait le département international des éditions Gallimard jusque dans les années 1980. Elle a participé activement à l’invisibilisation de l’œuvre de Cristina Peri Rossi en France. Cortázar résume la situation en ces termes : « Ugné est très jalouse. Elle va te détester. Tu peux faire un trait sur ta publication en France : elle fera tout pour t’en empêcher. ».

### Œuvres traduites en français
- Babel barbare et autres poèmes (Le Seuil, col. La Librairie du XXIe siècle, 2023), qui réunit quatre livres de Cristina Peri Rossi (Babel barbare, État d'exil, Stratégies du désir et Playstation) traduits par Stéphane Chaumet et Katia-Sofia Hakim, disponible.
- Quand fumer était un plaisir (Toute Latitude, 2006), essai traduit par Laurent Tranier, disponible
- Syntaxes (Le Serpent à Plumes, Hiver 1994-1995, numéro 26, revue trimestrielle), nouvelle traduite par Denis Tagu, non disponible.
- L'amour sans elle (Phébus, 1997), roman traduit par Denis Tagu et Jean-Pierre Henry, disponible.
- Le soir du dinosaure (Actes Sud, 1985), recueil de nouvelles traduit par Françoise Campo-Timal, Laure Guille-Bataillon et Vincent Batailllon. Ce livre obtient en 2015 le Prix Nocturne décerné par la revue Le nouvel Attila qui récompense un texte épuisé d’inspiration insolite ou fantastique.

### Sélection de ses œuvres en espagnol

#### Poésie
- Evohé: poemas eróticos (Girón, 1971)
- Descripción de un naufragio (Lumen, 1974)
- Diáspora (Lumen, 1976)
- Lingüística general (Prometeo, 1979)
- Europa después de la lluvia (Fundación Banco Exterior, 1987)
- Babel bárbara (Angria, 1990)
- Otra vez Eros (Lumen, 1994)
- Aquella noche (Lumen, 1996)
- Inmovilidad de los barcos (Bassarai, 1997)
- Poemas de amor y desamor (Plaza & Janés, 1998)
- Las musas inquietantes (Lumen, 1999)
- Estado de exilio (Visor, 2003)
- Estrategias del deseo (Lumen, 2004)
- Mi casa es la escritura (Linardi y Risso, 2006)
- Habitación de hotel (Plaza & Janés, 2007)
- Playstation (Visor, 2009)
- La noche y su artificio (Cálamo, 2014)
- Las replicantes (Cálamo, 2016)

#### Nouvelles
- Viviendo (Alfa, 1963)
- Los museos abandonados (Alfa, 1968)
- Indicios pánicos (Nuestra América, 1970)
- La tarde del dinosaurio (Planeta, 1976)
- La rebelión de los niños (Monte Ávila, 1980)
- El museo de los esfuerzos inútiles (Seix Barral, 1983)
- Una pasión prohibida (Seix Barral, 1986)
- Cosmoagonías (Laia, 1988)
- La ciudad de Luzbel y otros relatos (Compañía Europea de Comunicación e Informaciones, 1992)
- Desastres íntimos (Lumen, 1997)
- Te adoro y otros relatos (Plaza & Janés, 2000)
- Por fin solos (Lumen, 2004)
- Habitaciones privadas (Menoscuarto, 2012)
- Los amores equivocados (Menoscuarto, 2016)

#### Romans
- El libro de mis primos (Biblioteca de Marcha, 1969)
- La nave de los locos (Seix Barral, 1984)
- Solitario de amor (Grijalbo, 1988)
- La última noche de Dostoievski (Mondadori, 1992)
- El amor es una droga dura (Seix Barral, 1999)
- Todo lo que no te puede decir (Menoscuarto, 2017)
- La insumisa (Menoscuarto, 2020)

#### Essais
- Fantasías eróticas (Temas de Hoy, 1991)
- Acerca de la escritura (Universidad de Zaragoza, 1991)
- Julio Cortázar (Omega, 2000)
- Cuando fumar era un placer (Lumen, 2003)
- Julio Cortázar y Cris (Cálamo, 2014)

### À propos de son œuvre
- Marie Étienne, "L'indocile", En attendant Nadeau, journal de la littérature, des idées et des arts, 2023[12]
- Guillaume Contré, "Un regard désirant – sur la poésie de Cristina Peri Rossi", AOC (Analyse Opinion Critique), 2023[13]
- Florian Bardou, "Cristina Peri Rossi, la langue insoumise", Libération, 2023[14]
- Denis Cosnard, critique dans Le Monde des Livres, 2023[15]
- Nadia Mevel, "Cristina Peri Rossi, écrivaine exilée, lesbienne, insoumise, reçoit le prix Cervantes.", Les humanités, média alter-actif, 2021[4]
- Aurélie Hermant, "L'écriture de l'érotisme dans l'œuvre narrative de Cristina Peri Rossi", thèse de doctorat en Études sur l'Amérique latine, sous la direction de Michèle Soriano, Université Toulouse 2, 2005[16]

- (en) Cynthia A. Schmidt, « A Satiric Perspective on the Experience of Exile in the Short Fiction of Cristina Peri Rossi », dans Fernando Alegría (en) et Jorge Ruffinelli, Paradise Lost or Gained? The Literature of Hispanic Exile, Texas, Arte Publico Press, 1986, p. 218-227.